# パシール・マス駅
パシール・マス駅（パシール・マスえき、Pasir Mas Railway Station）は、マレーシアのクランタン州パシール・マスにある、マレー鉄道イースト・コースト線の駅である。

## 概要
KTMインターシティ全列車が停車する。駅南西方からスンガイ・コーロック支線が分岐しているが、現在この線は列車が運行されていない。

## 歴史
- 1914年5月4日 - 駅開業。（タナ・メラ〜トゥンパ間開業による。）
- 1920年9月1日 - スンガイ・コーロック支線 パシール・マス〜ランタウ・パンジャン間開業。

## 駅構造
相対式ホーム2面2線をもつ地上駅である。駅舎は南東側にあり、下りホームに面している。上りホームとは構内の跨線橋で結ばれている。

## 駅周辺
- 駅付近にバスターミナルがあり、タイ国境のランタウ・パンジャン（英語版）、コタバル方面にバス No.29 が運行されている。